# Aphis boydstoni
Aphis boydstoni är en insektsart som beskrevs av Pike 2004. Aphis boydstoni ingår i släktet Aphis och familjen långrörsbladlöss. Inga underarter finns listade i Catalogue of Life.